# Chilumba
Chilumba è una città del Malawi, nel distretto di Karonga. Si affaccia sul lago Malawi, precisamente sulla Monkey Bay.